# Corinne Mercadier
 (février 2020).
Si vous disposez d'ouvrages ou d'articles de référence ou si vous connaissez des sites web de qualité traitant du thème abordé ici, merci de compléter l'article en donnant les références utiles à sa vérifiabilité et en les liant à la section « Notes et références ».
Pour les articles homonymes, voir Mercadier (homonymie).
Corinne Mercadier (née en 1955) est une photographe française.

## Biographie
Elle vit et travaille à Paris.
Corinne Mercadier réalise des mises en scène photographiques auxquelles prennent part la danse, l’architecture et la relation avec les grands espaces. Pour réaliser ses mises en scène dessinées préalablement, elle fait appel à des modèles, danseurs, acteurs, qui seront ses interprètes. Elle fabrique les costumes et les sculptures destinées à être lancées au cours des prises de vue.
Corinne Mercadier a travaillé au Leica argentique et au Polaroid SX70 jusqu’en 2008, puis s’est tournée vers le numérique.
Elle a également une pratique du dessin, qui prend pied dans le monde visible pour s'en échapper en scènes imaginaires.

## Œuvres
- 2020-2021 : "La Chambre de Mercure" et "Le voyage intérieur", dessins
- 2019 : "De Vive Mémoire", Prix de photographie de la Fondation des Treilles
- 2018 : "Espace Second"
- 2013-2016 : "Le ciel commence ici"
- 2008-2014 : "Black Screen"
- 2008-2014 : "Solo"

- 2008-2017: "Black Screen Drawings"
- 2005-2007: "Longue Distance"
- 2006: "Le Huit envolé", retable, carte blanche
- 2003 : "La Suite d'Arles", carte blanche du Musée Réattu et du Ministère de la Culture
- 2000-2002 : "Une fois et pas plus"
- 1997-99 : "Glasstypes", et "Intérieurs"
- 1995-96 : "Où commence le ciel ?"
- 1992-94 : "Paysages"

## Publications
- Où commence le ciel ? (préface Charles-Arthur Boyer), photographies : Alain Fleischer, Corinne Mercadier, Bernard Plossu, Filigranes Éditions, 1996
- Dreaming Journal, photographies et texte : Corinne Mercadier, Filigranes Éditions, 1999
- Corinne Mercadier, prix Altadis 2001, introduction : Emmanuel Fessy, texte : Charlotte Coupaye, Actes Sud, 2002
- La suite d’Arles, introduction : Michèle Moutashar, texte : Corinne Mercadier, Filigranes Édition/Musée Reattu, 2003
- Encres, Saison#6, Éditions Filigranes, 2003
- Corinne Mercadier, Monographie, Armelle Canitrot (texte), Magali Jauffret (interview). Éditions Filigranes, 2007
- Devant un champ obscur, texte : Charles-Arthur Boyer, Éditions Filigranes, 2012  (ISBN 978-2-35046-263-9)

## Scénographie
2001 Scénographie de Cenizas, Chorégraphie de Daniel Larrieu, Centre national chorégraphique, Tours 
1995 Décor pour Mobile ou le miroir du château, Chorégraphie de Daniel Larrieu, Centre national chorégraphique, Tours 
1993 Décor pour Mica ou le sourire de l’eau, Chorégraphie de Daniel Larrieu, Centre national chorégraphique, Tours 
2003 Faces, durée 6 mm, réalisée avec Philippe Guilhaume pour Cenizas, spectacle de Daniel Larrieu  